# سياسة بيئية

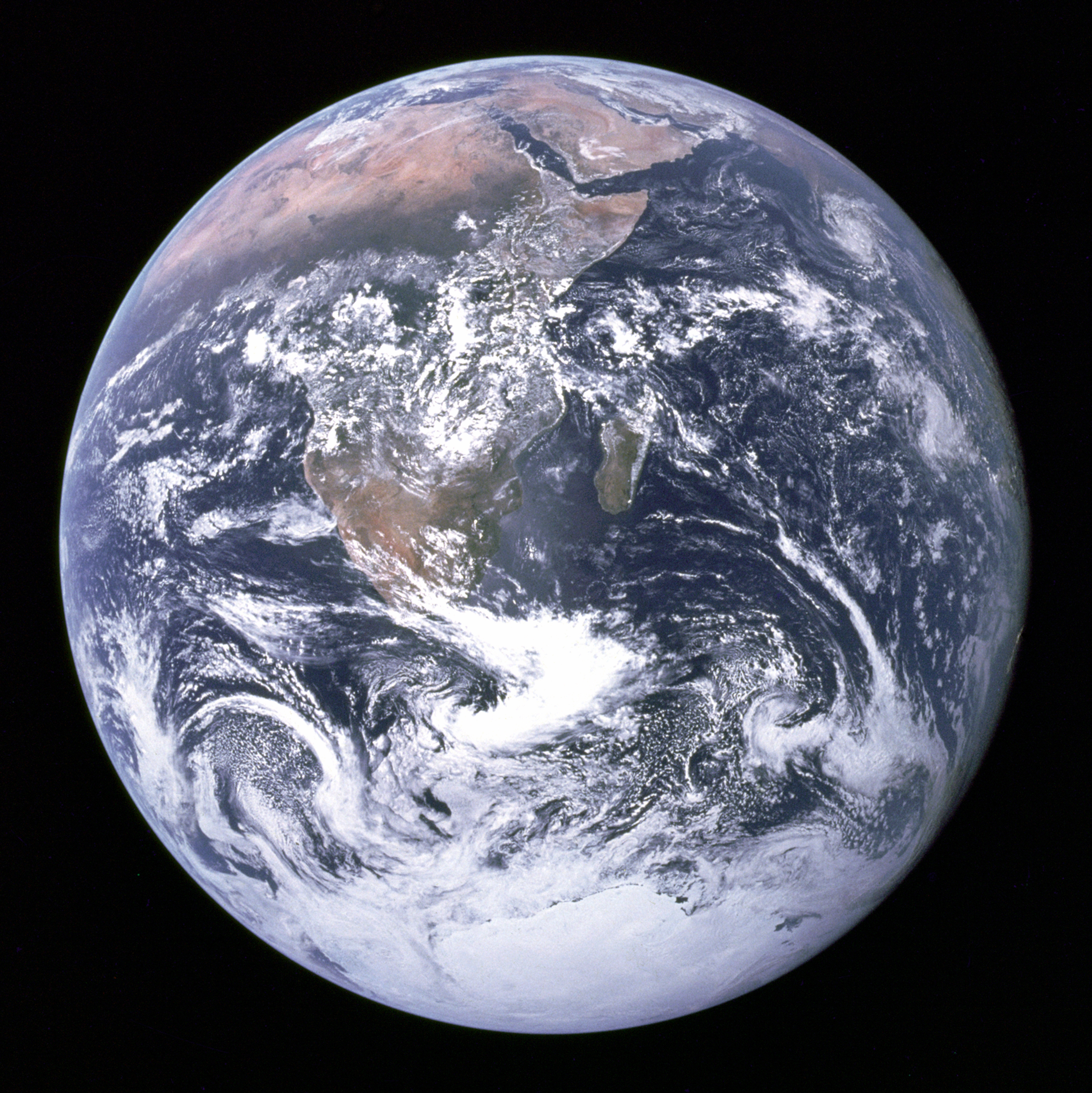

يشير مصطلح السياسة البيئية إلى أي [مسار من] الإجراءات التي يتم اتخاذها [أو التي لم تُتخذ] عمدًا لإدارة الأنشطة البيئية بهدف منع الآثار الضارة على الطبيعة والموارد الطبيعية أو تقليلها أو تخفيفها، وضمان عدم تسبب التغيرات التي من صنع الإنسان في إحداث آثار ضارة على الإنسان.

## التعريف
من المهم النظر إلى السياسة البيئية باعتبارها تتكون من مصطلحين اثنين رئيسيين وهما: البيئة وسياسة. ويشير مصطلح البيئة في المقام الأول إلى البعد البيئي (الأنظمة البيئية)، ولكن يمكن أن يأخذ في اعتباره كذلك البعد الاجتماعي (جودة الحياة) والبعد الاقتصادي (إدارة الموارد). ويمكن تعريف السياسة على أنها «مسار من الإجراءات أو المبادئ المتبناة أو المقترحة بواسطة حكومة أو حزب أو شركة أو فرد». وبهذا، يتبين أن السياسة البيئية تركز على المشاكل الناشئة عن التأثير البشري على البيئة، والذي ينعكس بالضرورة على المجتمع البشري من خلال تأثيره (السلبي) على القيم البشرية كالصحة الجيدة والبيئة «النظيفة والخضراء».
وتشتمل القضايا البيئية التي تتناولها السياسة البيئية بشكل عام (على سبيل المثال لا الحصر) الهواء وتلوث المياه، وإدارة المخلفات، وإدارة النظام البيئي، وحماية التنوع الحيوي، وحماية الموارد الطبيعية، والحياة البرية والأنواع المهددة بالانقراض. ومؤخرًا نسبيًا، كان للسياسة البيئية كذلك اتصال بالقضايا البيئية.

## الأساس المنطقي
يتمثل الأساس المنطقي لمشاركة الحكومة في شؤون البيئة في انهيار السوق في شكل مؤثرات خارجية، بما في ذلك مشكلة الراكب الحر ومأساة المشاعات. ومن الأمثلة لأحد المؤثرات الخارجية مثال لمصنع يتسبب في تلوث المياه في أحد الأنهار. ويدفع تكلفة مثل هذه الممارسات المجتمع ككل، عندما يتحتم على أفراده تنظيف المياه قبل شربها، وذلك يكون بالضرورة خارجًا عن تكاليف المصنع. وتظهر مشكلة الراكب الحر عندما تكون التكلفة الحدية الخاصة الناتجة عن اتخاذ إجراء ما لحماية البيئة أعلى من المنفعة الحدية الخاصة، في حين تكون التكلفة الحدية الاجتماعية أقل من المنفعة الحدية الاجتماعية. أما مأساة المشاعات، فتنشأ نتيجة عدم امتلاك شخص واحد لتلك المشاعات، بالتالي يصبح كل فرد مدفوعًا بحافز الاستفادة بأكبر قدر ممكن من الموارد العامة. وبهذا إذا لم تشارك الحكومة في وضع حد لهذا الأمر، فسيتم الإفراط في استخدام المشاعات. ومن أمثلة مأساة المشاعات الصيد الجائر للأسماك والرعي الجائر.

## الأدوات والمشاكل والحلول
تشير أدوات السياسة البيئية إلى الأساليب التي تتخذها الحكومة لتنفيذ سياساتها البيئية. فقد تستخدم الحكومات عددًا من الأدوات مختلفة الأنواع. على سبيل المثال، الحوافز الاقتصادية والأدوات القائمة على السوق أمثال الضرائب والإعفاءات الضريبية والتراخيص القابلة للتداول والرسوم والتي قد تكون وسيلة فعالة في التشجيع على الامتثال لمبادئ السياسة البيئية.
ومن الأدوات الأخرى التي تُستخدم في السياسة البيئية الإجراءات الطوعية، أمثال الاتفاقيات الثنائية التي يتم التفاوض عليها بين الحكومة وبين شركات القطاع الخاص والالتزامات التي تعهدت الشركات الخاصة بتنفيذها بعيدًا عن ضغط الحكومة. وتتمثل أداة أخرى في تنفيذ برامج شرائية عامة أفضل.
وفي كثير من الأحيان يتم الجمع بين العديد من الأدوات في أداة واحدة يتم إعدادها لمعالجة مشكلة بيئية معينة. وحيث إن القضايا البيئية غالبًا ما يتخللها العديد من الجوانب المختلفة، فقد تكون هناك حاجة إلى العديد من أدوات السياسة بشكل كافٍ لمعالجة كل مشكلة من المشكلات. علاوةً على ذلك، قد تتيح مجموعة الأدوات توفير مرونة أكبر للشركات في إيجاد سبل يمكنهم من خلالها الامتثال لسياسة الحكومة مع إيضاح تكلفة القيام بذلك بشكل كافٍ. ومع ذلك، يلزم أن يتم إعداد هذا الخليط من الأدوات بعناية فائقة، حتى لا تقوض الإجراءات الفرعية داخل تلك الأدوات بعضها بعضًا أو اللجوء إلى إنشاء إطار امتثال قوي وفعال من حيث التكلفة. علاوةً على ذلك، تؤدي الأدوات المتداخلة مع بعضها البعض إلى فرض رسوم إدارية غير ضرورية، مما يجعل تنفيذ السياسات البيئية أكثر كلفة مما هو ضروري  ولكي يتم مساعدة الحكومة في إدراك أهداف سياساتها البيئية، قامت مديرية البيئة التابعة لـ منظمة التعاون والتنمية الاقتصادية بدراسة وجمع البيانات المتعلقة بمدى كفاءة الأدوات البيئية التي تستخدمها الحكومات لتحقيق أهدافها فضلًا عن الآثار الناتجة عن استخدام سياسات أخرى. ويعمل الموقع www.economicinstruments.com   بمثابة قاعدة بيانات متكاملة تضم بالتفاصيل تجارب الدول التي قامت بتطبيق الأدوات الخاصة بالسياسة البيئية.
إن الاعتماد الحالي على الإطار القائم على السوق أمر مثير للجدل، ومع ذلك، يوجد العديد من خبراء البيئة البارزين القائلين بضرورة توفر نهج أكثر إحكامًا وشمولية عن مجموعة المبادرات المعينة، وذلك للتعامل مع حجم التحدي في تغير المناخ بشكل متسق. ولتوضيح مثال على تلك المشاكل الناتجة، قد تعمل إجراءات الكفاءة في استخدام الطاقة على زيادة استهلاك الطاقة فعليًا وذلك في ظل غياب سقف لاستخدام الوقود الأحفوري، حيث يمكن للأشخاص قيادة السيارات ذات الكفاءة الأكبر إلى مناطق أبعد كما يمكنهم بيعها بطريقة أفضل. وبالتالي، على سبيل المثال، يدعو أربيري مايور إلى تطبيق سياسة «السوق القائم على إطار عمل» أحد أمثلة التقليص والتقارب والتي تضم أفكارًا من بينها المقترحات الحديثة المتمثلة في الحد والمشاركة و«سكاي ترست» (Sky Trust).
في كثير من الأحيان، يتم إعداد تقييمات التأثير البيئي (EIA) لتقييم تأثيرات بدائل السياسة المتنوعة والمقارنة بينها. علاوةً على ذلك، غالبًا ما يفترض إمكانية أن يأتي صانعو السياسة بقرارات رشيدة ترتكز على الأسس الموضوعية للمشروع. وقد ذكر إكليستون ومارش أنه على الرغم من قدرة صانعي السياسة على الحصول على معلومات دقيقة ومعقولة، إلا أن العوامل السياسية والبيئية غالبًا من تؤدي إلى اتخاذ قرارات مدمرة للبيئة على المدى الطويل. ومع ذلك، لا تزال نظرية صناعة القرارات تلقي بظلال من الشك على هذه الفرضية. وفي كثير من الأحيان يتم اتخاذ قرارات غير رشيدة استنادًا إلى تحيزات لاواعية وافتراضات وفرضيات غير منطقية والرغبة في تجنب حالات الالتباس وعدم اليقين.
قام إكليستون بتعريف ووصف 5 من أكثر قضايا السياسة البيئية أهمية التي تواجهها البشرية وهي: ندرة المياه وقلة الطعام وتغير المناخ وذروة النفط والمفارقات في أعداد السكان.

## معلومات تاريخية
تميزت فترة سبعينيات القرن العشرين ببداية صناعة السياسة البيئية الحديثة. ففي 1 يناير 1970، وقّع الرئيس ريتشارد نيكسون على القانون الوطني للسياسة البيئية (NEPA). وفي هذا الوقت، كانت السياسة البيئية قضية مزدوجة وقد أسهمت الجهود التي بذلتها الولايات المتحدة الأمريكية في إثارة الدول من جميع أنحاء العالم للاتجاه نحو إنشاء سياسات بيئية. وأثناء هذه الفترة، تم إصدار تشريعات لتنظيم عملية التخلص من المواد الملوثة التي تذهب في الهواء، وضبط منسوب المياه والتخلص من النفايات الصلبة. كذلك، وقّع الرئيس نيكسون على قانون الهواء النقي عام 1970 والذي يضع الولايات المتحدة الأمريكية كواحدة من قادة العالم في مجال الحفاظ على البيئة.
في الاتحاد الأوروبي، تبنى ممثلو الحكومة الوطنية برنامج العمل البيئي الأول من نوعه في يناير 1973 خلال الاجتماع الأول لمجلس وزراء البيئة. ومنذ ذلك الحين، تم تطوير شبكة كبيرة من التشريعات بشكل متزايد، والتي امتدت الآن لتشمل كافة مجالات حماية البيئة بما في ذلك التحكم في تلوث الهواء، والحفاظ على المياه وسياسة معالجة النفايات فضلًا عن حماية البيئة والتحكم في المواد الكيميائية والتكنولوجيا الحيوية وغيرها من المخاطر الصناعية الأخرى. وبالتالي، أصبحت السياسة البيئية للاتحاد الأوروبي مجالًا مركزيًا من السياسات الأوروبية.
لقد أصبحت المنظمات بشكل عام أكثر وعيًا بالمخاطر البيئية التي تواجهها ومتطلبات الأداء. وتوافقًا مع معيار ISO 14001 تقوم تلك المنظمات بتطوير السياسات البيئية التي تلائمها. ويحدد هذا البيان الأداء البيئي للمنظمة فضلًا عن أهدافها البيئية. وحيث إن الإدارة العليا بالمنظمة عكفت على كتابته، فهم بذلك يوثقون الالتزام نحو التحسين المستمر والامتثال للشروط القانونية وغيرها، مثل أهداف السياسة البيئية التي وضعتها حكوماتهم.

## دراسات السياسة البيئية
نظرًا للحاجة المتزايدة للممارسين المدربين على السياسة البيئية، فقد بدأت المدارس العليا من جميع أنحاء العالم في إعطاء شهادات مهنية متخصصة في مجال دراسات السياسة البيئية. وحيث إنه لا يوجد منهج دراسي قياسي لهذه البرامج، فعادةً ما يأخذ الطلاب دورات تدريبية في مجالات تحليل السياسات، والعلوم البيئية، والقانون البيئي والسياسات، وعلم البيئة، والطاقة، وإدارة الموارد الطبيعية. وعادةً ما يتم توظيف الخريجين ممن درسوا تلك البرامج من قِبل الحكومات، والمنظمات الدولية، والقطاع الخاص، وخلايا التفكير، والجامعات، ومجموعة من الأطراف الأخرى.
وبسبب قلة المسميات القياسية، تستخدم المؤسسات أسماء وتسميات مختلفة للإشارة إلى شهادات السياسة البيئية التي يحصلون عليها. ومع ذلك، غالبًا ما تكون تلك الشهادات مضمنة في واحدة من الفئات الأربع التالية: ماجستير الآداب في السياسة البيئية أو ماجستير العلوم في السياسة البيئية أو ماجستير الإدارة العامة في السياسة البيئية أو الدكتوراه في السياسة البيئية. وفي بعض الأحيان، يتم استخدام أسماء أكثر تحديدًا لتعكس التركيز الخاص للبرنامج الذي أُخذ فيه شهادة. فعلى سبيل المثال، يستخدم معهد مونتيري للدراسات الدولية شهادة ماجستير الآداب في السياسة البيئية الدولية (MAIEP) للتأكيد على التوجه الدولي الذي تتبعه مناهجها الدراسية.